# Marimatha botyoides
Marimatha botyoides là một loài bướm đêm trong họ Noctuidae.